# Louis Coblitz
Louis Coblitz est un peintre badois né le 8 juin 1814 à Mannheim mort le 19 avril 1863.
Il fut essentiellement un peintre de portraits. Séjourna à Paris dès 1841 où il exposa aux Salons de 1842 à 1846. Il réalisa pour le musée de Louis-Philippe six copies de portraits historiques conservés à Hampton Court où il se rendit en 1845. 
- Ferdinand Alvare de Tolède, duc d'Albe, d'après Antonio Moro, numéro d'inventaire LP 6277.
- John Churchill (1er duc de Marlborough), d'après  Gottfried Kneller, n° inv. LP 6278.
- Thomas de Savoie-Carignan d'après van Dyck, n° inv. LP 6279.
- Édouard VI d'Angleterre, d'après Holbein le jeune, n° inv. LP 6280.
- Robert Dudley, comte de Leicester, d'après Holbein le jeune, n° inv. LP 6909.
- William Shakespeare, d'après une œuvre anonyme de l'école anglaise du XVIIIe siècle, n° inv. LP 6914.

Trois autres peintres se rendirent à Hampton Court pour copier des portraits destinés à Versailles : Friedrich August Bouterwek,  Claudius Jacquand et l'américain George Healy.

## Salons Parisiens
- 1842, n° 381, Le Premier pas, N° 382, Jeune fille arrosant des fleurs.
- 1843, n° 263, L'attente.
- 1844, n° 235, Jeune fille, Jeune mère.
- 1845, n° 335, Il Bambino[2], daté de 1844.
- 1846, n° 390, Portrait de Mlle A. G.